# Otano
Otano (Otao en euskera) es un pequeño pueblo por el que pasa el Camino de Santiago, aunque actualmente solo viven 3 familias en él, o quizá por ello, conserva el ambiente medieval que por su historia le corresponde. Destaca el puente medieval sobre el río Elorz, restaurado en el año 2017 con cuatro arcos, y junto a él, las ruinas de un viejo molino harinero de los siglos XVII y XVIII. Junto al puente, dispone de una zona de recreo con un merendero de 5 mesas bajo la sombra de árboles, a la orilla del río.
Al ser una localidad tan pequeña, su Concejo, aunque existe, está tutelado por el Ayuntamiento del Valle de Elorz. Actualmente la representante de esta localidad es Doña Raquel Izpura.
Es en este lugar donde nace Francisco Javier Mina, aguerrido militar que lucho en la Guerra de Independencia Española en el bando español, como en la Guerra de Independencia Mexicana en el bando insurgente.

## Comunicaciones
| Eskualdeko Hiri Garraioa/Transporte Urbano Comarcal |   |
| Taxi Iruñerria                                      |   |
| Zona                                                | B |
| Estaciones                                          |   |